# Трибонья
Трибонья (итал. Tribogna) — коммуна в Италии, располагается в регионе Лигурия, в провинции Генуя.
Население составляет 611 человек (2008 г.), плотность населения составляет 86 чел./км². Занимает площадь 7 км². Почтовый индекс — 16030. Телефонный код — 0185.
Покровителем коммуны почитается святитель Мартин Турский, празднование 11 ноября.

## Демография
Динамика населения:

## Администрация коммуны
- Официальный сайт: https://web.archive.org/web/20101022053919/http://www.tribogna.org/index.html